# Liparetrus cerinus
Liparetrus cerinus är en skalbaggsart som beskrevs av Britton 1980. Liparetrus cerinus ingår i släktet Liparetrus och familjen Melolonthidae. Inga underarter finns listade i Catalogue of Life.